# Baloncesto 3x3 en los Juegos Panafricanos de 2023
El Baloncesto 3x3 en los Juegos Panafricanos de 2023 se llevó a cabo del 18 al 22 de marzo en Accra, Ghana. Participaron equipos de categoría sub-23.

## Resultados
| Evento    | Oro     | Plata   | Bronce                          |
| --------- | ------- | ------- | ------------------------------- |
| Masculino | Argelia | Ghana   | Uganda                          |
| Femenino  | Malí    | Nigeria | República Democrática del Congo |

## Medallero
| Núm.  | País                            | Oro | Plata | Bronce | Total |
| ----- | ------------------------------- | --- | ----- | ------ | ----- |
| 1     | Argelia                         | 1   | 0     | 0      | 1     |
| 1     | Mali                            | 1   | 0     | 0      | 1     |
| 3     | Ghana                           | 0   | 1     | 0      | 1     |
| 3     | Nigeria                         | 0   | 1     | 0      | 1     |
| 5     | Uganda                          | 0   | 0     | 1      | 1     |
| 5     | República Democrática del Congo | 0   | 0     | 1      | 1     |
| Total | Total                           | 2   | 2     | 2      | 6     |